# Перес Перес, Хосе Мигель
Хосе́ Миге́ль Пе́рес Пе́рес (исп. José Miguel Pérez Pérez; 1896, Санта-Крус-де-ла-Пальма — 1936, Тенерифе) — канарский школьный учитель и революционер-интернационалист, первый генеральный секретарь исторической Коммунистической партии Кубы, основатель Коммунистической партии Канарских островов.

## Биография
Родился в Санта-Крус-де-ла-Пальма в 1896 году, а в 1921 году эмигрировал на Кубу, где присоединился к Социалистическому объединению Гаваны, которая позднее перешла на марксистские позиции и изменила название на Коммунистическое объединение Гаваны. В 1925 году совместно с Хулио Антонио Мельей и Карлосом Балиньо участвовал в создании исторической Коммунистической партии Кубы и был избран её генеральным секретарём. Изгнан из страны диктаторским режимом Херардо Мачадо.
Вернувшись на Канарские острова, продолжил политическую деятельность и в 1929 году основал Федерацию трудящихся Пальмы и газету «Спартак» (исп. Espartaco). Также участвовал в организации Социалистической партии на Пальме, а в 1933 году создал Коммунистическую партию Канарских островов. Избран её генеральным секретарём, и, вместе с Гильермо Асканио, стал одной из важных политических фигур левой политики на островах.
В этот период публикует на страницах газеты «Спартак» ряд критических очерков о буржуазном характере Испанской республики, однако затем им была поддержана политическая линия Коммунистической партии Испании, и КПКо участвует в деятельности Народного фронта.
После начала военного мятежа организует сопротивление франкистам на Пальме в период, получивший название «Красная неделя». Вслед за захватом острова франкистами, схвачен и перевезён на остров Тенерифе, где приговорён к смерти и расстрелян в числе многих других политических заключённых.